# Diócesis de Caxias do Sul
La diócesis de Caxias do Sul (en latín: Dioecesis Caxien(sis) Australis y en portugués: Diocese de Caxias do Sul) es una circunscripción eclesiástica latina de la Iglesia católica en Brasil, sufragánea de la arquidiócesis de Porto Alegre. La diócesis tiene al obispo José Gislon, O.F.M.Cap. como su ordinario desde el 26 de junio de 2019. 

## Territorio y organización
La diócesis tiene 11 892 km² y extiende su jurisdicción sobre los fieles católicos de rito latino residentes en 29 municipios del estado de Río Grande del Sur: Antônio Prado, Bento Gonçalves, Boa Vista do Sul, Cambará do Sul, Carlos Barbosa, Caxias do Sul, Cotiporã, Fagundes Varela, Farroupilha, Flores da Cunha, Garibaldi, Guabiju, Imigrante, Jaquirana, Monte Belo do Sul, Nova Araçá, Nova Bassano, Nova Pádua, Nova Prata, Nova Roma do Sul, Paraí, Protásio Alves, São Francisco de Paula, São Jorge, São Marcos, São Valentim do Sul, Veranópolis, Vila Flores y Vista Alegre do Prata.
La sede de la diócesis se encuentra en la ciudad de Caxias do Sul, en donde se halla la Catedral de Santa Teresa.
En 2019 en la diócesis existían 74 parroquias.

## Historia
La diócesis de Caxias fue erigida el 8 de septiembre de 1934 con la bula Quae spirituali christifidelium del papa Pío XI, obteniendo el territorio de la arquidiócesis de Porto Alegre.
El 30 de julio de 1959, con la carta apostólica Praecipuo cum pietatis, el papa Juan XXIII proclamó a Nuestra Señora de Caravaggio patrona de la diócesis.
El 15 de agosto de 1959, mediante el decreto Maiori animarum de la Congregación Consistorial, la diócesis se expandió incorporando el territorio del municipio de Muçum y el del distrito de Santa Lucia do Piai en el municipio de Caxias do Sul, antes perteneciente a la arquidiócesis de Porto Alegre.
El 16 de mayo de 1966, los límites con la cercana diócesis de Passo Fundo (hoy arquidiócesis de Passo Fundo) fueron revisados y redefinidos a través de un intercambio de capillas e iglesias rurales mediante el decreto Maiori animarum de la Congregación Consistorial.
El 19 de octubre de 1966 tomó su nombre actual en virtud del decreto Cum sedes de la Congregación Consistorial.
El 23 de noviembre de 1970, mediante otro decreto llamado Maiori animarum de la Congregación Consistorial, la diócesis se expandió nuevamente para incluir porciones del territorio municipal de São Francisco de Paula, que pertenecía a la arquidiócesis de Porto Alegre.
El 12 de diciembre de 1997, mediante el decreto Quo aptius de la Congregación para los Obispos, cedió el territorio de los municipios de Muçum y Vespasiano Correa a la diócesis de Santa Cruz do Sul.
El 10 de noviembre de 1999 cedió una parte de su territorio para la erección de la diócesis de Osório mediante la bula Apostolicum supremi del papa Juan Pablo II.

## Estadísticas
De acuerdo al Anuario Pontificio 2020 la diócesis tenía a fines de 2019 un total de 853 500 fieles bautizados.
| Año                                                                             | Población            | Población | Población      | Sacerdotes | Sacerdotes    | Sacerdotes    | Bautizados por sacerdote | Diáconos permanentes | Religiosos | Religiosos | Parroquias |
| Año                                                                             | Bautizados católicos | Total     | % de católicos | Total      | Clero secular | Clero regular | Bautizados por sacerdote | Diáconos permanentes | Varones    | Mujeres    | Parroquias |
| ------------------------------------------------------------------------------- | -------------------- | --------- | -------------- | ---------- | ------------- | ------------- | ------------------------ | -------------------- | ---------- | ---------- | ---------- |
| 1950                                                                            | 220 000              | 223 000   | 98.7           | 119        | 59            | 60            | 1848                     |                      | 136        | 270        | 43         |
| 1959                                                                            | 320 000              | 325 000   | 98.5           | 194        | 94            | 100           | 1649                     |                      | 238        | 695        | 58         |
| 1966                                                                            | 360 000              | 370 000   | 97.3           | 213        | 108           | 105           | 1690                     |                      | 298        | 954        | 69         |
| 1970                                                                            | 390 000              | 400 000   | 97.5           | 204        | 92            | 112           | 1911                     | 1                    | 226        | 849        | 72         |
| 1976                                                                            | 466 448              | 485 335   | 96.1           | 183        | 92            | 91            | 2548                     | 4                    | 216        | 761        | 75         |
| 1980                                                                            | 554 890              | 590 000   | 94.0           | 186        | 95            | 91            | 2983                     | 4                    | 284        | 880        | 77         |
| 1990                                                                            | 720 000              | 800 000   | 90.0           | 184        | 97            | 87            | 3913                     | 1                    | 210        | 630        | 76         |
| 1999                                                                            | 619 050              | 659 665   | 93.8           | 172        | 90            | 82            | 3599                     | 1                    | 173        | 502        | 65         |
| 2000                                                                            | 619 050              | 659 665   | 93.8           | 172        | 90            | 82            | 3599                     | 1                    | 147        | 502        | 65         |
| 2001                                                                            | 643 500              | 715 000   | 90.0           | 190        | 110           | 80            | 3386                     | 1                    | 156        | 468        | 68         |
| 2002                                                                            | 642 338              | 713 709   | 90.0           | 198        | 110           | 88            | 3244                     |                      | 163        | 460        | 70         |
| 2003                                                                            | 661 617              | 735 130   | 90.0           | 192        | 110           | 82            | 3445                     |                      | 154        | 486        | 70         |
| 2004                                                                            | 668 232              | 742 481   | 90.0           | 192        | 109           | 83            | 3480                     |                      | 150        | 485        | 70         |
| 2006                                                                            | 696 000              | 773 000   | 90.0           | 185        | 104           | 81            | 3762                     |                      | 147        | 471        | 70         |
| 2013                                                                            | 763 000              | 848 000   | 90.0           | 182        | 102           | 80            | 4192                     |                      | 151        | 417        | 74         |
| 2016                                                                            | 834 500              | 925 996   | 90.1           | 171        | 100           | 71            | 4880                     |                      | 124        | 373        | 74         |
| 2019                                                                            | 853 500              | 947 440   | 90.1           | 177        | 103           | 74            | 4822                     |                      | 124        | 342        | 74         |
| Fuente: Catholic-Hierarchy, que a su vez toma los datos del Anuario Pontificio. |                      |           |                |            |               |               |                          |                      |            |            |            |

## Episcopologio
- José Baréa † (23 de septiembre de 1935-19 de noviembre de 1951 falleció)
- Benedito Zorzi † (24 de junio de 1952-26 de mayo de 1983 retirado)
- Nei Paulo Moretto (26 de mayo de 1983 por sucesión-6 de julio de 2011 retirado)
- Alessandro Carmelo Ruffinoni, C.S. (6 de julio de 2011 por sucesión-26 de junio de 2019 retirado)
- José Gislon, O.F.M.Cap., desde el 26 de junio de 2019